# Resolució 517 del Consell de Seguretat de les Nacions Unides
La Resolució 517 del Consell de Seguretat de les Nacions Unides, fou aprovada el 4 d'agost de 1982, després de recordar les resolucions 508 (1982), 509 (1982), 512 (1982), 513 (1982). 515 (1982) i 516 (1982), el Consell va tornar a exigir el cessament immediat de les activitats militars entre Israel i el Líban i la retirada de les forces israelianes del territori libanès.
La resolució llavors va prendre nota de la decisió de l'Organització per l'Alliberament de Palestina (OLP) de traslladar les seves forces de Beirut, i va demanar al Secretari General de les Nacions Unides un informe sobre la situació no més tard de lés 10:00 hores (ET).
La resolució va ser aprovada per 14 vots contra cap, amb una abstenció dels Estats Units.